# 韩楼
韩楼（？—529年），又作韓婁，北魏变民军首领。
韓楼参加葛荣之乱。永安元年（528年），葛荣死後，韓楼与郝長占据薊城，他们在幽州继续抵抗北魏。永安二年（529年）正月，北魏都督彭乐率二千馀骑叛魏，投奔韩楼，北魏行台僕射于暉于是撤回。九月，北魏大都督侯渊、征东将军劉靈助在薊城击败韓楼，将其斬杀。